# ميخائيل يونغ (متسابق ألماني)
ميخائيل يونغ (بالألمانية: Michael Jung)‏ هو متسابق الحدث ألماني، ولد في 31 يوليو 1982 في باد زودن آن در تاونوس في ألمانيا.

## وصلات خارجية
- ميخائيل جونغ على موقع الاتحاد الدولي للفروسية (الإنجليزية)
- ميخائيل جونغ على موقع FEI (رابط بديل) (الإنجليزية)
- ميخائيل جونغ على موقع اللجنة الأولمبية الدولية (الإنجليزية)
- ميخائيل جونغ على موقع أوليمبيديا (الإنجليزية)
- ميخائيل جونغ على موقع اللجنة الأولمبية الألمانية (الألمانية)